# Stop Hate Speech
Stop Hate Speech (Halte aux messages haineux) est une plateforme créée en 2021 en Suisse pour lutter contre les propos discriminatoires sur les réseaux sociaux, en particulier ceux dirigés contre les femmes.
Elle est développée à partir de 2019 par Alliance F, l'organisation faîtière de sociétés féministes suisses.  

## But et fonctionnement
Le projet Stop Hate Speech (Halte aux messages haineux) vise à donner des outils aux citoyens pour lutter contre les discours de haine en ligne, notamment ceux visant les femmes engagées en politique,. Allant d'un doigt d'honneur à des commentaires insultants, certains propos ne sont en effet pas repérés par les modérateurs. Le projet vise à isoler ces commentaires et à les envoyer à une communauté d'« anges digitaux » bénévoles pour les analyser.    
La plateforme mise en place à cet effet repose sur une technologie développée par l'École polytechnique fédérale de Zurich et l'Université de Zurich. Elle utilise un algorithme, un chien sniffeur nommé Bot Dog, qui alerte une communauté d'internautes dès qu'il trouve un article pouvant contenir des commentaires discriminatoires.     
Dans un premier temps le Bot Dog est formé grâce à l'action de volontaires qui, une fois inscrits sur la plateforme, détectent les discours haineux en glissant à gauche ou à droite comme sur l'application Tinder pour faire comprendre au Bot Dog quelles sont les insultes à isoler. Dans un second temps, le Bot Dog étant entraîné à chercher les commentaires haineux, une communauté d'internautes bénévoles, formés dans divers ateliers, viennent répondre aux commentaires en employant différentes stratégies de contre-discours, par exemple l'empathie ou l'humour,. L'objectif est de désamorcer la haine en instaurant un climat de dialogue plutôt que de dénonciation.    
Le projet comptait près de 2 000 membres en avril 2022.    

### Financement
Le projet est doté d'un budget de plusieurs millions de francs suisses, financé par le fonds de loterie (de) de six cantons alémaniques (Bâle-Campagne, Glaris, Obwald, Schaffhouse, Thurgovie et Zoug) et par quatre villes (Bienne, Berne, Lausanne et Thoune), ainsi que par la Migros et Raiffeisen notamment.

## Historique
Le projet est lancé en 2019 par Alliance F  après une longue recherche de fonds. Il est initialement prévu pour une durée de trois ans. Son initiatrice est Sophie Achermann (de), ancienne directrice d'Alliance F.    
La plateforme stophatespeech.ch est créée en janvier 2021. D'abord limitée à la Suisse alémanique, elle est étendue en avril 2022 à la Suisse romande.